# Forces terrestres turkmènes

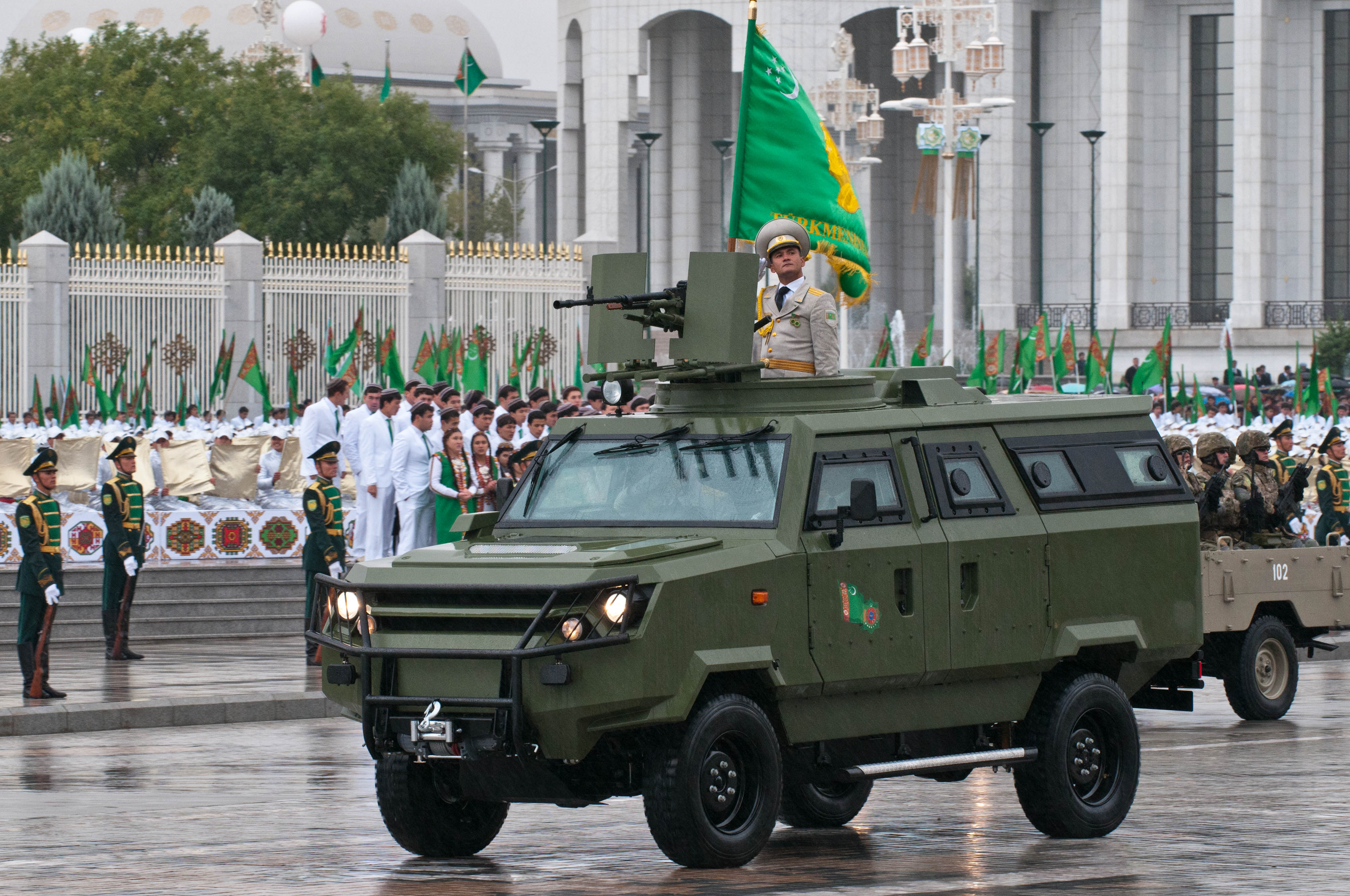
Un véhicule blindé lors d'un défilé en 2011

Les forces terrestres turkmènes (Turkmen: Türkmenistanyň gury ýer güýçleri) est la branche militaire terrestres des forces armées du Turkménistan. Les forces armées sont en grande partie constituées de conscrits basé et s'appuyant sur l'équipement et la doctrine de l'ère soviétique. Le rôle de l'armée est de sauvegarder les intérêts nationaux et intégrité territoriale du pays.

## Histoire
La base des forces terrestres turkmènes actuelles est constituée de plusieurs divisions de fusiliers du district militaire du Turkestan (basé dans l'Ouzbékistan voisin) des forces armées soviétiques. Parmi ces unités, le 36e corps d'armée était stationné dans la RSS turkmène. Plus de 50 000 anciens militaires soviétiques ont été soit retirés, soit licenciés à la suite de la création du ministère de la Défense nationale. Cela représentait plus de la moitié des troupes soviétiques qui opéraient en RSS turkmène à la fin de 1991. Les commandants intérimaires de l'armée dans la première moitié des années 1990 comprenaient le général de division Viktor Zavarzin et le lieutenant-général Nikolai Kormiltsev (respectivement chef d'état-major et commandant de l'armée interarmes séparée du Turkménistan). En 1993, les forces terrestres exploitaient 200 unités militaires, dont 70 relevaient de juridictions conjointes turkmènes et russes. Les forces terrestres avaient été réduites à environ 11 000 hommes en 1996, organisés en un corps d'armée unique. L'armée célèbre le 27 janvier comme Journée du Défenseur de la Patrie depuis 2009.
En 2021 le pays commence doucement à réinvestir dans son armée à la suite de la chute du gouvernement de son voisin Afghan et au retour des talibans au pouvoir.

## Structure

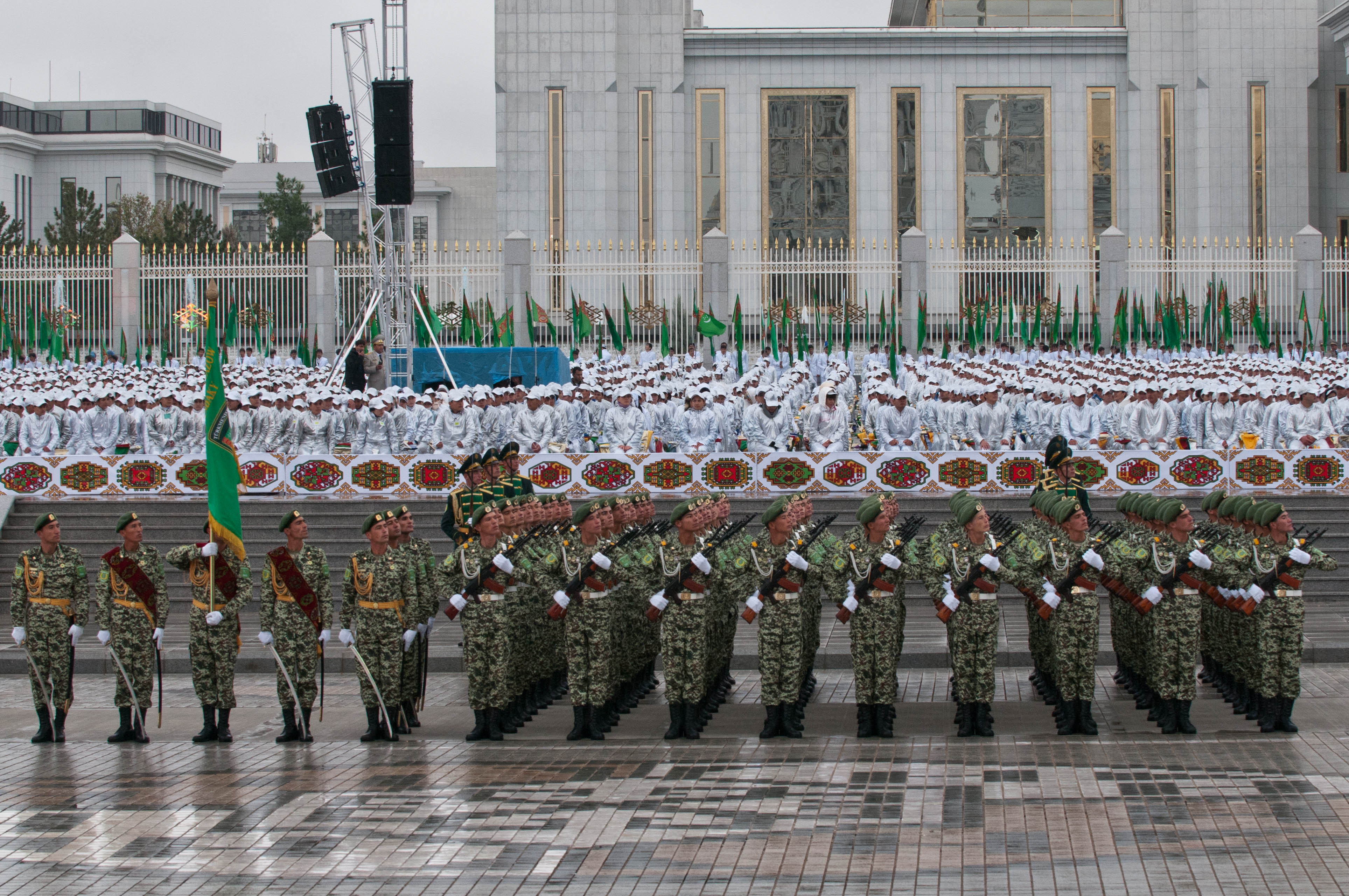
Unités anti-aériennes

Les unités des forces terrestres sont situées dans chacun des cinq districts militaires : District militaire d'Ahal, district militaire des Balkans, district militaire de Dashoguz, district militaire de Lebap, district militaire de Mary,. Le contrôle opérationnel direct des forces terrestres est assuré par l'état-major général des forces armées du Turkménistan.
Fin 2017, l'Institut international d'études stratégiques a classé les forces terrestres avec un régiment de forces spéciales ; une brigade de chars, la 3e division de fusiliers motorisés, composée d'un régiment de chars, de trois régiments de fusiliers motorisés et d'un régiment d'artillerie ; la 22e division de fusiliers motorisés « Atamyrat Niyazov » avec un régiment de chars, un régiment de fusiliers motorisés et un régiment d'artillerie; quatre brigades de fusiliers motorisés ; une brigade d'infanterie navale et la 2e division d'entraînement de fusiliers motorisés "Alp Arslan" .
Une liste non datée des unités des forces terrestres comprenait les éléments suivants ,,:
- 2e division d'entraînement de fusiliers motorisés "Alp Arslan" (quartier général de Tejen dans la région d'Ahal)[5]
  - 1 régiment de chars
  - 1 Régiment de Fusiliers Motorisés
  - 1 Régiment d'Artillerie
- 3e division de fusiliers motorisés nommée Bairam Khan (quartier général d'Achgabat )[5],[9]
  - 1 régiment de chars
  - 3 régiments de fusiliers motorisés
  - 1 Régiment d'Artillerie
- 11e division de fusiliers motorisés "Sultan Sanjar" (quartier général Serhetabat, région de Mary)[5]
  - 1 régiment de chars
  - 1 (23e) Régiment de Fusiliers Motorisés
  - 1 Régiment d'Artillerie
- 22e division de fusiliers motorisés du nom du héros du Turkménistan Atamyrat Niyazov (quartier général de Serdar, région des Balkans )[10],[11],[12],
  - 1 régiment de chars
  - 1 Régiment de Fusiliers Motorisés
  - 1 Régiment d'Artillerie
- 4e brigade distincte de fusiliers motorisés du nom de Tughril (déployée dans la ville de Kerki, région de Lebap )[5]
- 5e brigade distincte de fusiliers motorisés nommée d'après Chaghri Beg
- 6e brigade distincte de fusiliers motorisés nommée d'après Gorogly Beg
- 152e bataillon d'assaut aérien indépendant
- Brigade d'artillerie (déployée près d'Achgabat)
- Régiment antichar indépendant
- Régiment antichar d'artillerie mixte indépendant
- Équipe d'artillerie lance roquettes (déployée près d'Achgabat)
- Brigade de missiles anti-aériens nommée d'après Saparmurat Niyazov
- Brigade de défense aérienne
- Régiment du génie indépendant (déployé près d'Achgabat)
- Bataillon indépendant de la garde d'honneur du ministère de la Défense (déployé à Achgabat)

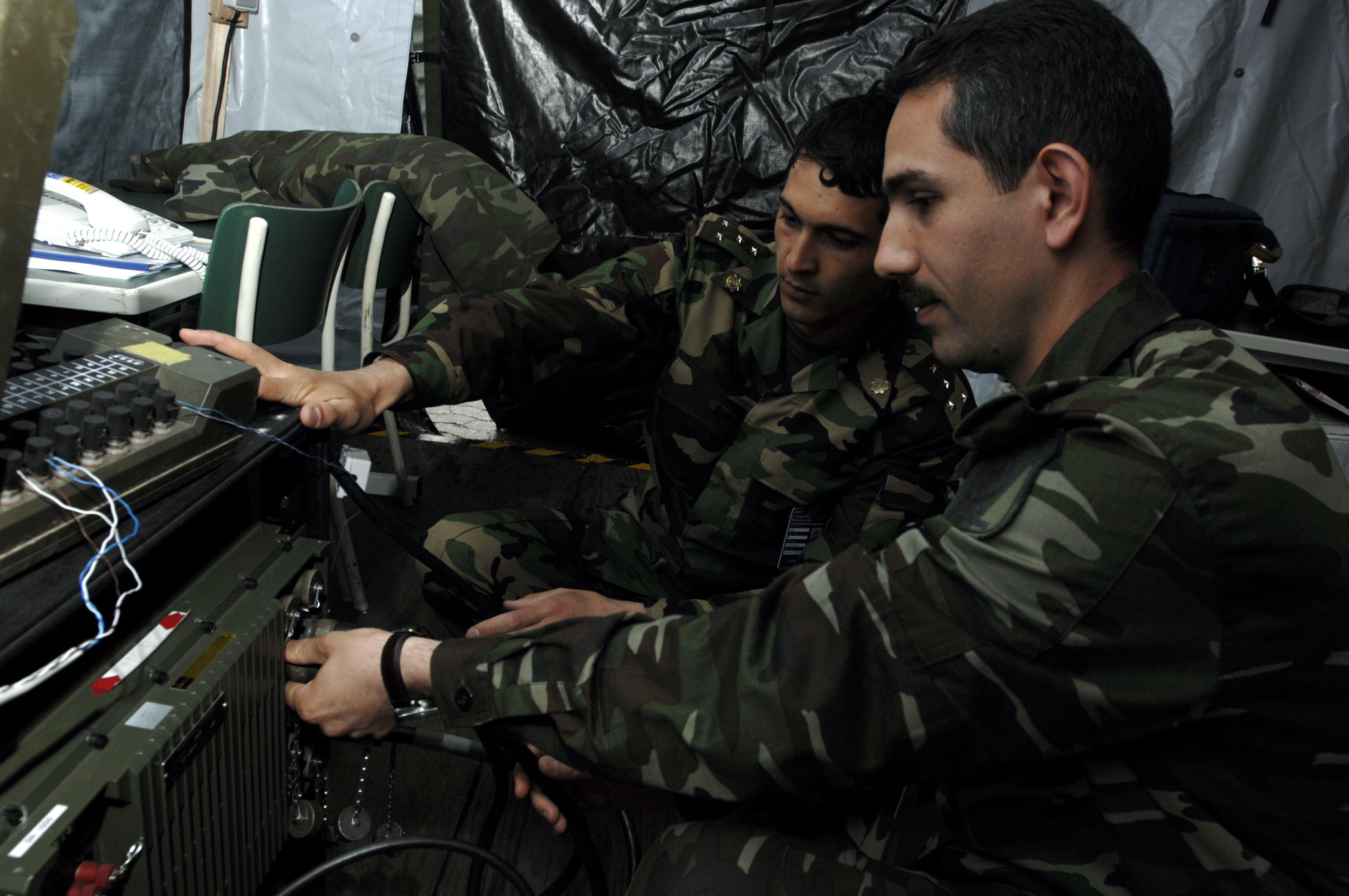
Le capitaine turkmène Ali Tuvakklychev avec son homologue azéri lors de l'exercice Combined Endeavour 2007 en Allemagne.

## Installations
- Centre de formation de Kelyata (district de Bäherden de la région d'Ahal)
- Terrain d'entraînement du nord de Kelete (près du village de Kelete)[13]
- Centre d'entraînement en montagne "Sud Kelyata" (près d'Achgabat)[14]

## Équipement[15]
| Type                                       | Modèle                        | Origine                   | Quantité en 2023         | Remarques                                                  |
| Char de combat principal                   | Char de combat principal      | Char de combat principal  | Char de combat principal |                                                            |
| ------------------------------------------ | ----------------------------- | ------------------------- | ------------------------ | ---------------------------------------------------------- |
| Char de combat principal                   | T-90S                         | Russie                    | 4                        |                                                            |
| Char de combat principal                   | T-72T / T-72UMG               | Union soviétique / Russie | 650                      |                                                            |
| Véhicule blindé                            |                               |                           |                          |                                                            |
| Véhicule de combat d'infanterie            | BMP-1/M/UM                    | Union soviétique          | 600                      |                                                            |
| Véhicule de combat d'infanterie            | BMP-2 BMP-2D                  | Union soviétique / Russie | 430 4                    |                                                            |
| Véhicule de combat d'infanterie            | BMP-3                         | Union soviétique / Russie | 4                        |                                                            |
| Véhicule de combat d'infanterie            | BTR-80A BTR-80 Grom           | Union soviétique / Russie | 4 4                      |                                                            |
| Véhicule de combat d'infanterie            | Lazar 3                       | Serbie                    | 2                        | En dotation pour les troupes internes                      |
| Véhicule de combat d'infanterie aéroportée | BMD-1                         | Union soviétique          | 8                        |                                                            |
| Véhicule de reconnaissance                 | BRDM-2                        | Union soviétique          | 200                      |                                                            |
| Véhicule de reconnaissance                 | BRM-1                         | Union soviétique          | 60                       |                                                            |
| Véhicule de reconnaissance                 | Nimr Ajban                    | Émirats arabes unis       | N/C                      |                                                            |
| Véhicule blindé de transport de troupes    | BTR-60                        | Union soviétique          | 120                      |                                                            |
| Véhicule blindé de transport de troupes    | BTR-70                        | Union soviétique          | 300                      |                                                            |
| Véhicule blindé de transport de troupes    | BTR-80                        | Union soviétique          | 450                      |                                                            |
| Véhicule de patrouille blindé              | Kirpi                         | Turquie                   | 32                       | Dont 4 pour les gardes frontières                          |
| Véhicule de patrouille blindé              | Titan DS                      | Émirats arabes unis       | 14                       | Dont 5 pour les troupes internes                           |
| Véhicule de patrouille blindé              | Kamaz Typhoon-63968           | Russie                    | N/C                      |                                                            |
| Véhicule de patrouille blindé              | Survivor II (en)              | Allemagne / Autriche      | 4                        | En dotation pour les troupes internes                      |
| Véhicule de patrouille blindé              | Plasan Stormrider             | Israël                    | 8                        | En dotation pour les troupes internes et gardes frontières |
| Véhicule de patrouille blindé              | Cobra                         | Turquie                   | 6                        | En dotation pour les gardes frontières                     |
| Véhicule anti chars                        | 9P122 Malyutka-M              | Union soviétique          | 8                        |                                                            |
| Véhicule anti chars                        | 9P133 Malyutka-P              | Union soviétique          | 8                        |                                                            |
| Véhicule anti chars                        | 9P148 Konkurs                 | Union soviétique          | 2                        |                                                            |
| Véhicule anti chars                        | 9P149 Shtourm                 | Union soviétique          | 36                       |                                                            |
| Artillerie                                 |                               |                           |                          |                                                            |
| Obusier automoteur                         | 2S1 Gvozdika                  | Union soviétique          | 40                       |                                                            |
| Obusier                                    | D-30                          | Union soviétique          | 350                      |                                                            |
| Obusier                                    | M-46                          | Union soviétique          | 6                        |                                                            |
| Obusier                                    | D-1                           | Union soviétique          | 17                       |                                                            |
| Obusier                                    | D-20                          | Union soviétique          | 72                       |                                                            |
| Obusier                                    | 2A36 Guiatsint-B              | Union soviétique          | 6                        |                                                            |
| Obusier                                    | 2A65 Mtsa-B                   | Union soviétique          | 6                        |                                                            |
| Mortier / obusier                          | 2S9 NONA-S                    | Union soviétique          | 17                       |                                                            |
| Lance roquettes multiple                   | BM-21 Grad BM-21A 9P138       | Union soviétique          | 18 74 4                  | Dont 4 BM-21A pour les gardes frontières                   |
| Lance roquettes multiple                   | RM-70                         | Tchécoslovaquie           | N/C                      |                                                            |
| Lance roquettes multiple                   | BM-27 Ouragan                 | Union soviétique          | 60                       |                                                            |
| Lance roquettes multiple                   | BM-30 Smerch                  | Union soviétique          | 6                        |                                                            |
| Mortier                                    | Mortier 81 mm                 | Union soviétique          | 31                       |                                                            |
| Mortier                                    | M1938 (en)                    | Union soviétique          | 66                       |                                                            |
| Missile balistique                         | 9K72 Elbrus (en)              | Union soviétique          | 16                       |                                                            |
| Canon anti chars                           | MT-12 Rapira                  | Union soviétique          | 60                       |                                                            |
| Défense aérienne                           |                               |                           |                          |                                                            |
| MANPADS / SATCP                            | 9K38 Igla                     | Union soviétique          | N/C                      |                                                            |
| MANPADS / SATCP                            | 9K32M Strela-2M 9K34 Strela-3 | Union soviétique          | N/C                      |                                                            |
| MANPADS / SATCP                            | Mistral                       | France                    | N/C                      |                                                            |
| MANPADS / SATCP                            | QW-2                          | Chine                     | N/C                      |                                                            |
| Missile sol-air courte portée              | 9K33 Osa                      | Union soviétique          | 40                       |                                                            |
| Missile sol-air courte portée              | 9K35 Strela-10                | Union soviétique          | 13                       |                                                            |
| Missile sol-air courte portée              | FM-90                         | Chine                     | N/C                      |                                                            |
| Missile sol-air courte portée              | 2K12 Koub                     | Union soviétique          | N/C                      |                                                            |
| Canon anti aérien automoteur               | ZSU-23-4 Shilka               | Union soviétique          | 48                       |                                                            |
| Canon anti aérien                          | ZU-23-2                       | Union soviétique          | N/C                      |                                                            |
| Canon anti aérien                          | S-60                          | Union soviétique          | 22                       |                                                            |

## Commandants
- Geldymukhammed Ashirmukhammedov (1997-2002)[16]
- Colonel Mashat Orazgeldyev (2002-24 juin 2004)[17]
- Colonel Bayramgeldy Akummedov (23 juin 2007 – 5 novembre 2009)[18]
- Lieutenant-colonel Batyr Mollayev (5 novembre 2009-?)[19],[20]
- Colonel Rovshen Ayazov (vers 2017)[21],[22]

## Traditions

### Bannières de bataille
Pour recevoir une bannière de bataille, les commandants des unités militaires s'approchent du commandant en chef suprême, reçoivent la bannière de bataille de ses mains et la remettent au porte-étendard. Puis, après avoir déployé les bannières vertes de bataille, des groupes de porte-étendards menés par leurs commandants, poursuivant un pas, passent devant la file des participants à la cérémonie en cours et prennent place. Cela se produit les jours fériés tels que le jour du drapeau de l'État et le jour de la Constitution.

### Cavalerie

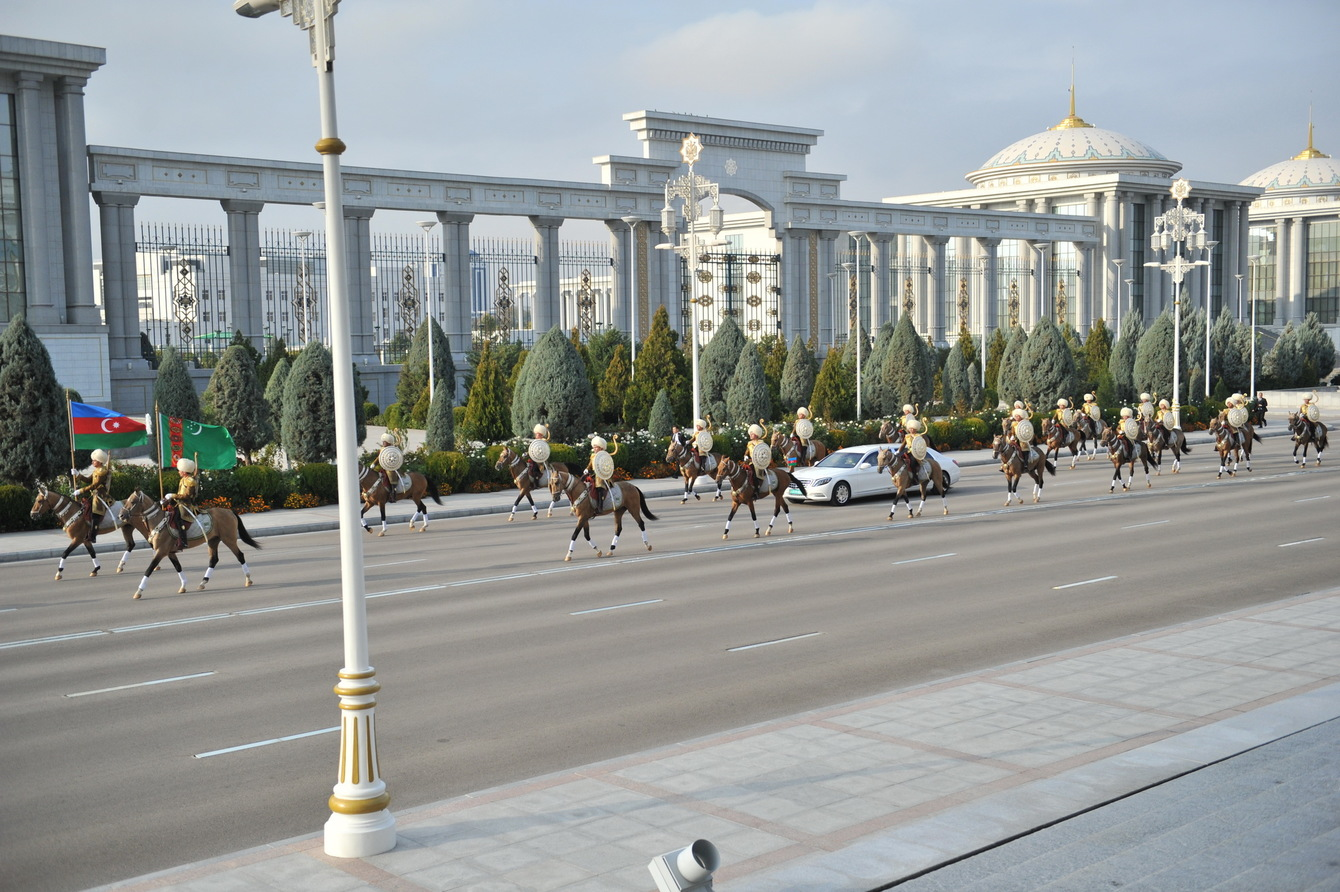
Cavalerie de l'armée montée à Achgabat.

En octobre 2012, des unités spéciales de cavalerie ont été créées au sein des forces terrestres. Cette même année, le Complexe Équestre du Ministère de la Défense est inauguré.

### Rangs
En 2003, le président Niyazov a appelé au renforcement des forces terrestres conformément aux traditions nationales. S'exprimant au ministère de la Défense, il a déclaré que le "esger" (guerrier) turkmène était plus respecté que le simple "soldat". En conséquence, il a rétabli les rangs aux noms et à la structure traditionnels :
- Esger - guerrier
- Onbashi - chef de 10 (chef de section)
- Yuzbashi - chef de 100 (officier subalterne)
- Munbashi - chef de 1000 (officier supérieur)
- Goshunbashi - Commandant de l'armée

Le grade de maréchal a également été réintroduit. Ces rangs ont tous été restitués à leurs prédécesseurs plus russifiés après sa mort en 2006.

## Personnel

### Conscrits
Le service militaire est obligatoire pour tous les hommes de moins de 27 ans. Seule une partie du temps du conscrit dans l'armée est consacrée au service militaire, le reste étant occupé par le « travail » (une demi-journée) et le « perfectionnement personnel » (2 à 3 heures par jour) en récitant des textes traditionnels turkmènes et en apprenant des chansons et jouer de la musique. Le ministre de la Défense, Dangatar Kopekov, a déclaré en 1992 qu'une législation avait été rédigée pour que les réfractaires soient confrontés à « des mesures très sévères, y compris une responsabilité pénale ». Malgré cela, la désertion est endémique et atteignait un taux de 20 % en 1994. En août 2020, un tribunal turkmène a condamné des frères et sœurs Témoins de Jéhovah à deux ans de prison pour objection de conscience au service militaire.

## Voir également
- Forces armées du Turkménistan
- Forces navales turkmènes
- Force aérienne turkmène
- Begench Beknazarov